# 特倫 (密西西比州)
特倫（英語：Turon）是位於美國密西西比州伊塔萬巴縣的非建制地區。

## 歷史
特倫的郵局於1897年設立，其後於1902年停運。

## 地理
特倫所處的海拔為高於海平面116米（即381英呎），而該地所採用的時區為UTC-6，即北美中部時區（CST）。同時該地設有夏令時間，為UTC-6調快一小時，即UTC-5（CDT）。